# Allyl chloride
Allyl chloride hay 3-cloroprôpen là một chất lỏng trong suốt mùi khó chịu, rất độc và dễ cháy với công thức hóa học CH2=CH-CH2Cl. Nó không hòa tan trong nước và được sử dụng như là chất ankyl hóa. Nó cũng được sử dụng trong các loại nhựa phản ứng nhiệt và trong sản xuất dược phẩm và thuốc trừ sâu.

## Tên gọi khác
Các tên gọi khác là: 3-cloro-1-prôpen, 3-cloro-1-prôpylen, 1-cloro-2-prôpen, 3-cloroprôpen, cloroallylen, cloroprôpen, 3-cloropren, 1-cloro prôpen-2, 2-prôpenyl chloride, NCI-C04615, alpha-cloroprôpylen.

## Thuộc tính
Các thuộc tính đưa ra trong bảng dưới đây:
| Số CAS         | 107-05-1                                                     |
| Số EC          | 203-457-6                                                    |
| Điểm nóng chảy | -134 °C                                                      |
| Điểm sôi       | 44 - 46 °C                                                   |
| Tỷ trọng hơi   | 2,64 (không khí = 1)                                         |
| Áp suất hơi    | 340 mm Hg ở 20 °C                                            |
| Tỷ trọng riêng | 939 kg/m3                                                    |
| Điểm bắt lửa   | -31 °C                                                       |
| Điểm tự cháy   | 391 °C                                                       |
| Thông báo R/S  | R: 12, 26, 27, 28, 34                                        |
| MSDS           | Tại đây Lưu trữ ngày 12 tháng 1 năm 2006 tại Wayback Machine |

## Điều chế
Được điều chế từ propen và khí clo ở 500 độ C theo phản ứng:
CH2=CH-CH3 + Cl2 --(500*C)--> CH2=CH-CH2Cl +HCl